# クライストチャーチ男子高等学校
クライストチャーチ男子高等学校（クライストチャーチだんしこうとうがっこう、Christchurch Boys' High School, 略称：CBHS）は、ニュージーランド南島クライストチャーチに所在する男子公立中等学校。

## 歴史

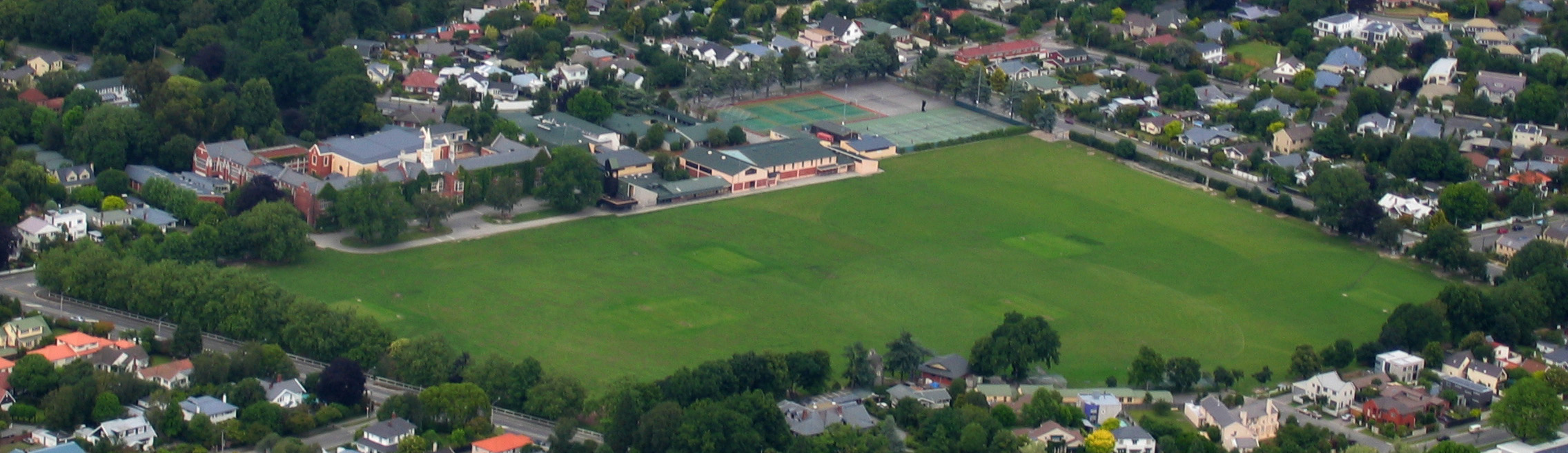
学内敷地（緑色部分は芝生グラウンド）

1881年5月18日開校。カンタベリー・カレッジ（現在のカンタベリー大学）予科校として開校した歴史から大学への進学率が高い。
開校から1926年まで市内中心部、現在のクライストチャーチ・アートセンター（旧カンタベリー大学校舎）敷地内に所在したが、生徒数の増加に伴い、1926年に現在のフェンダルトン地区へ移転。現在の校舎は約12ヘクタールの広大な敷地を所有している。
校舎はカンタベリー州の初期開拓民であるディーンズ家所有の敷地に建設され、ディーンズ家が建設した建物も現存している。

## 校風

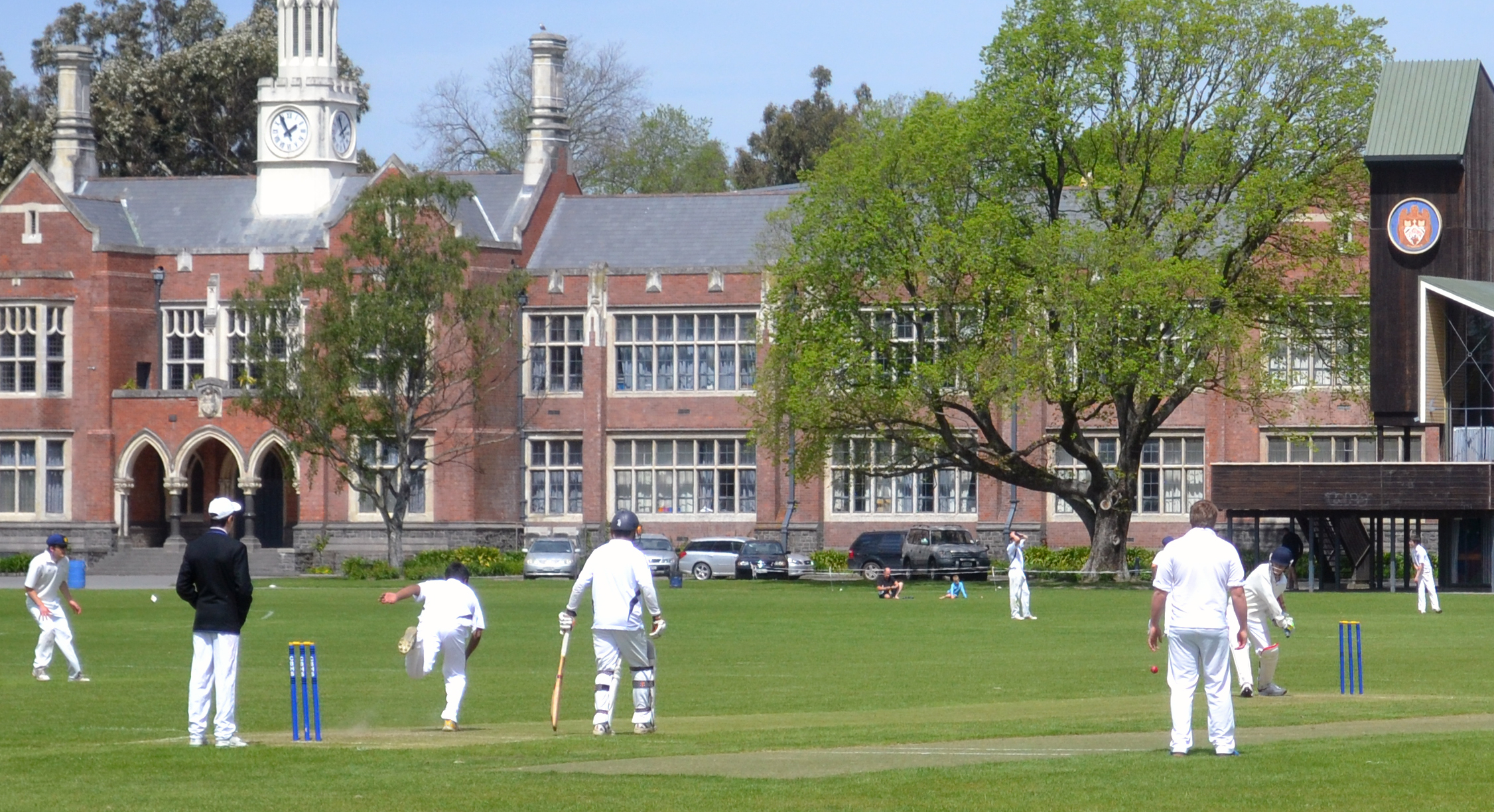
校舎前のグランドでクリケットの試合中の生徒たち。CBHS開校時は校舎内に寄宿寮を併設していた。

生徒数は1,398名（2018年7月1日付）。文武両道を信条とするニュージーランドを代表する名門校である。
スクールカラーは青と黒。青と黒が特徴的な制服を着用する。祖父・父と三世代続けてCBHS卒業生の家系が多い（2014年には五世代連続のCBHS出身生徒が誕生した）。
博士号（Ph.D）を持つ専任教師が在籍し学科指導を担当している。
クライストチャーチの私立の名門校クライスト・カレッジとは100年を超えるライバル校関係にある。毎年開催される両校対決のラグビー交流戦は校内最大の催し。
校舎から徒歩10分の場所に寄宿寮（アダムズ・ハウス）を設置しており、全生徒数の1割に当たる130名が寄宿生活を送っている。
イギリス、スペイン、フランス、イタリア、日本との間で国際ラグビープログラムを締結し、海外からのラグビー留学生を受け入れている。
一般生徒として約80名の留学生が在籍しており、日本を含むアジア地域からの留学生が大半を占める。

## 著名な卒業生
- ジョージ・ウイリアム・フォーブス（政治家、元首相(1930年 - 1935年)）
- クリストファー・ラクソン（政治家、首相(2023年 - )）
- ドン・ブラッシュ（政治家、経済学者、元ニュージーランド準備銀行総裁）
- ディヴィッド・ロー（政治漫画家、漫画家）
- アラン・ダフ（作家）
- リチャード・ハドリー（クリケット選手）
- アンドリュー・マコーミック（ラグビー選手、元ラグビー日本代表）
- アンドリュー・マーティンズ（ラグビー選手、元オールブラックス）
- リチャード・ロー（ラグビー選手、元オールブラックス）
- アーロン・マウガー（ラグビー選手、元オールブラックス、CBHSトレーニングコーチ）
- ダン・カーター（ラグビー選手、オールブラックス）
- シン・ドンウォン（ラグビー選手、韓国代表）
- 小野晃征（ラグビー選手、日本代表）

これまでに41人のラグビーニュージーランド代表選手（オールブラックス）を輩出している。また、クリケットニュージーランド代表選手も多く輩出している。その他、多くのスポーツ選手を輩出している。

## 著名な教員
- アーネスト・ラザフォード - 1893年に理化学の臨時教員に採用されるも、正教員審査に3度落第し教職を諦めた